# Семнадцать мгновений весны (телефильм)
«Семна́дцать мгнове́ний весны́» — советский 12-серийный художественный телефильм Татьяны Лиозновой. Сценарий написал Юлиан Семёнов на основе своего одноимённого романа.
Военная драма о советском разведчике, внедрённом в высшие эшелоны власти нацистской Германии. Снималась с 1971 по 1973 год. Показ фильма был запланирован ко Дню Победы в мае 1973 года, но был отложен по политическим соображениям, из-за визита в эти дни советского лидера Леонида Ильича Брежнева в ФРГ. Первую серию картины зрители увидели 11 августа. Фильм приобрёл широкую популярность в Советском Союзе во время премьерного показа, в связи с чем повторный показ состоялся через три месяца.
В 1976 году создатели фильма были удостоены Государственной премии РСФСР имени братьев Васильевых, а в 1978 году — премии КГБ СССР. Несколько лет спустя авторы и исполнители главных ролей были награждены орденами.

## Сюжет
Действие фильма происходит в период с 12 февраля по 24 марта 1945 года. Главный герой, советский разведчик полковник Максим Максимович Исаев под именем штандартенфюрера Макса Отто фон Штирлица работает в центральном аппарате Службы безопасности (СД). Он получает из Центра задание: выявить и сорвать намечающиеся сепаратные переговоры между Рейхом и западными союзниками (США и Великобритания).
Работа Штирлица в СД привлекает внимание руководителя РСХА Эрнста Кальтенбруннера. Имея смутное подозрение о том, что Штирлиц как-то связан с неудачами в разработке «оружия возмездия» и операции по уничтожению Кракова, Кальтенбруннер поручает руководителю гестапо Генриху Мюллеру провести в отношении Штирлица тайную проверку. Тот, в свою очередь, поручает эту работу своим подчинённым Холтоффу и Айсману — старому знакомому Штирлица.
Тем временем, Штирлиц, анализируя полученное задание, пытается понять, на кого из высших партийных деятелей Рейха ему стоит опереться для срыва сепаратных переговоров. Первоначально он решает ставить на рейхсфюрера СС Генриха Гиммлера, о чём сообщает о своём намерении в Центр через шифрованное радиосообщение через законспирированную супружескую пару радистов Эрвина и Кэтрин Кин. Центр достоверно предполагает, что переговоры идут именно от Гиммлера, и в ответной сообщении категорически запрещает Штирлицу контакт с ним. Но тот не получает ответа: приехав к своим радистам для получения ответа, он обнаруживает, что их дом разрушен при очередной британской бомбёжке. Штирлиц считает пару погибшими, однако живую беременную Кэтрин, извлечённую из-под завалов дома, отвозят в клинику Шарите. Во время родов, находясь в бессознательном состоянии, Кэт кричит по-русски. Работницы клиники сообщают об этом в гестапо. Сотрудник местного отделения, представившись страховым агентом, пытается негласно выведать у Кэтрин обстоятельства её нелегальной работы и находит среди завалов дома чемодан с радиостанцией с отпечатками пальцев четы Кин и неизвестного лица.
Штирлиц тем временем идёт на личный приём к Гиммлеру. Только по счастливой случайности Штирлиц избегает провала и ценой неимоверной удачи узнает, что что переговоры ведутся, причём их инициатором является именно Гиммлер: об этом он узнаёт от своего непосредственного начальника Вальтера Шелленберга, поручившего сопровождение переговоров. Для этого Штирлиц использует пастора Шлага — Шелленберг предполагает использовать его в Швейцарии в качестве одной из отвлекающих фигур, так как пастор имеет связи и пользуется уважением за границей. Лишившись связи с Центром, Штирлиц решает использовать Шлага как своего нового связного. Он решает открыться пастору и обещает защитить его сестру и племянников, которых Шелленберг держит в заложниках.
Продолжая разрабатывать задачу Центра, Штирлиц переключает внимание на рейхсляйтера Мартина Бормана, человека не очень известного вне аппарата Рейха, но крайне влиятельного, пользующегося полным доверием Гитлера. Кроме того, Борман — прямой противник Гиммлера в закулисной партийной борьбе. Штирлиц направляет Борману письмо от имени преданного члена НСДАП и просит о встрече. Борман получает это письмо, но из осторожности на встречу не приходит. Тогда Штирлиц, случайно оказавшийся в комнате секретной правительственной связи в здании РСХА, совершает прямой звонок Борману. Борман встречается с замаскированным Штирлицем и узнаёт о переговорах Гиммлера. Гестапо становится известно о факте этого несанкционированного телефонного звонка, но личность звонившего неизвестна. Чтобы установить звонившего, Мюллер начинает негласную проверку всех сотрудников РСХА. Очень скоро в его руках оказываются поразительные улики: отпечатки пальцев на трубке из комнаты спецсвязи и отпечатки пальцев на чемодане русской радистки совпадают.
Работая на Гиммлера, Мюллер уже давно понимает, что война проиграна, счёт идёт на недели, и ему надо каким-то образом готовить плацдарм для послевоенной реабилитации: Гиммлер полностью скомпрометирован в глазах всего мира, а вот Борман, остававшийся в тени и не связанный напрямую с преступлениями СС, может быть той силой, к которой следует примкнуть.
Передать в Центр зашифрованные сведения о переговорах Штирлиц поручает не только пастору Шлагу, но и антинацистски настроенному немцу, профессору Вернеру Плейшнеру. Сам Плейшнер некоторое время назад был выпущен из нацистского концлагеря, не зная, что это освобождение было организовано Штирлицем. Будучи уверен в антинацистских убеждениях Вернера Плейшнера, Штирлиц открывается ему, как и Шлагу. Пользуясь своим служебным положением, Штирлиц переправляет обоих в Швейцарию независимо друг от друга. Пастор, кроме роли связного, должен попытаться через свои связи в церковных и эмигрантских кругах добыть информацию о ходе переговоров Гиммлера и, возможно, даже помешать им.
Осторожный и рассудительный пастор успешно выполняет свою часть задания. Он встречается с живущим в эмиграции бывшим германским министром Краузе, затем с кардиналом из Ватикана, получает от них ценные сведения о переговорах. Профессор из-за своей рассеянности попадает в ловушку: бернская явка, куда он принёс шифровку Штирлица, была раскрыта гестапо, на явочной квартире теперь организована засада. Гестаповцы получают от Плейшнера шифровку Штирлица, но решают пока не захватывать Плейшнера, а «разговорить» его на следующей встрече. Только во время второго визита на явочную квартиру тот понимает, что не выполнил предписания Штирлица и подвёл их обоих. Гестаповцы хотят схватить Плейшнера, но он глотает яд и выбрасывается из окна.
Штирлиц, случайно узнав о том, что Кэт жива, добивается у Шелленберга права курировать раскрытую советскую радистку со стороны СД. Он приезжает за ней в Шарите, где производит её арест и с ребёнком отвозит её в разведку СД, а не в гестапо. При этом Штирлиц пользуется единственным безопасным моментом, чтобы проинструктировать Кэт — во время короткого прохода по коридорам больницы. Затем он сам проводит в СД её первый допрос. Радистка по указанию Штирлица даёт согласие на участие в радиоигре с советским Центром. Её вместе с новорождённым сыном помещают под охраной в конспиративной квартире с радиооборудованием.
Лояльный к Штирлицу Айсман, изначально даже поручившийся перед Мюллером за старого товарища, в ходе проверки обнаруживает, что исчез агент-провокатор Клаус, работавший с пастором Шлагом, а служившие заложниками родственники Шлага, пропали. Айсман колеблется.
Холтофф по заданию Мюллера изучает работу Штирлица, связанную с разработкой «оружия возмездия». Ранее Штирлиц получил от Центра задание помешать развитию немецкой ядерной программы и приложил все усилия, чтобы ключевые фигуры проекта — прежде всего, физик Рунге — попали именно к нему, а не в гестапо. Формально Рунге был арестован по доносу своих научных оппонентов, затем попал в разработку разведки Шелленберга, где им занимался Штирлиц. Холтофф выясняет, что научный подход Рунге был верен, и если бы не арест и изоляция физика, Третий Рейх смог бы создать свою первую ядерную бомбу гораздо раньше.
По указанию Мюллера Холтофф приходит к Штирлицу и делает ему провокационное предложение: он говорит, что роль Штирлица в деле Рунге может быть расценена как предательство и саботаж, однако это удачный случай для них троих — Холтоффа, Штирлица и Рунге — «выйти из игры» и сбежать в Швейцарию, сохранив свои жизни и сделав так, что Холтоффа и Штирлица не будут преследовать за их нацистское прошлое. Штирлиц, разгадав интригу Мюллера, неожиданно оглушает Холтоффа ударом бутылки по голове и доставляет прямо в кабинет к Мюллеру как предателя.
Мюллер впечатлён реакцией и решительностью Штирлица, он начинает относиться к нему с ещё большей осторожностью. Доверившись своей интуиции, он решает проверить отпечатки пальцев Штирлица, оставленные на стакане в его кабинете.
В руках Мюллера сходятся несколько линий разработки, указывающие на Штирлица как на резидента советской разведки. Отпечатки пальцев Штирлица на стакане совпали с отпечатками, обнаруженными и на чемодане с рацией Кэт, и на телефонной трубке в комнате спецсвязи. Мюллеру уже известно, что после звонка из комнаты спецсвязи кто-то встречался с Борманом. Код перехваченной у Плейшнера шифровки в Берне совпадает с кодом перехваченных радиосообщений в Берлине. Мюллер поручает Рольфу выбить из Кэт признание, что советским резидентом является именно Штирлиц.
Тем временем вернувшийся после заброски пастора Шлага Штирлиц опять первым приходит к Мюллеру и готовится к решающей психологической дуэли с ним. Мюллер ждёт результат работы Рольфа, а пока приглашает Штирлица в подвал гестапо под вымышленным предлогом, где фактически (но не формально) арестовывает и требует от Штирлица объяснений: о встрече с Борманом, об отпечатках пальцев на чемодане радистки. Мюллер надеется, что Рольф выбьет из радистки признание, и тогда он тут же в камере устроит очную ставку Штирлицу с ней.
Тем временем, на квартире, где Рольф допрашивает Кэт, используя как рычаг давления её грудного сына, которого он выставляет раздетого перед открытым окном, происходит неожиданное: охранник квартиры, порядочный немецкий солдат Гельмут оказывается не в силах наблюдать за «методами работы» Рольфа и Барбары Крайн. Он расстреливает обоих, после чего сбегает вместе с Кэт и ребёнком.
Мюллер вынужден оставить Штирлица в камере гестапо и пуститься в погоню. Гельмут и Кэт забирают из приюта грудную дочь Гельмута, но Мюллер уже вычислил их передвижения и идёт за ними по пятам со своими людьми. Чтобы отвлечь внимание преследователей, Гельмут жертвует собой: расстреляв их машину, он погибает под встречным огнём. Мюллер объявляет розыск сбежавшей Кэтрин Кин, дав в ориентировке описание её внешности и указав главную примету: при разыскиваемой женщине имеется новорождённый ребёнок. Но у Кэт теперь не один, а два грудных младенца, поэтому она не подходит под описание. В силу ряда случайностей, ценой большого риска ей удаётся скрыться.
Мюллер ни с чем возвращается в камеру к Штирлицу, где тот даёт объяснения появлению своих отпечатков на чемодане русской радистки: он случайно оказался около разбомблённого дома супругов Кин, где помог какой-то женщине перенести стоявшие на тротуаре чемоданы и таким образом и оставил на тех чемоданах свои отпечатки. Проверка подтверждает версию Штирлица, его опознают независимые свидетели: полицейские из оцепления, которые запомнили высокопоставленного штандартенфюрера в тот день, когда разбомбили дом владельца радиомастерской.
Удовлетворившись этими довольно шаткими доказательствами Мюллер освобождает Штирлица и снимает с него негласное наблюдение: теперь Штирлиц для него — человек Бормана. Мюллер заинтересован в нём сейчас, и, особенно, после войны, когда нужно будет налаживать отношения с победителями, участвовать в дележе «золота партии» и возрождать идеи национал-социализма. После того, как Штирлицу удается выйти невредимым из казематов гестапо, он идёт на очередную встречу с Борманом, на этот раз уже с ведома Мюллера. Мюллер тайно приезжает к Штирлицу домой, чтобы узнать о результатах разговора с Борманом.
Во время их встречи прямо домой к Штирлицу по телефону, прослушивание которого гестапо прекратило несколько часов назад, звонит отчаявшаяся Кэт. Под предлогом очередной встречи с Борманом, Штирлиц оставляет Мюллера и забирает Кэт, которая рассказывает ему о произошедшем побеге. Штирлиц понимает, что его и Кэт спас невероятный счастливый случай и благородство Гельмута, но медлить нельзя. Штирлиц едет к Шелленбергу, сообщает, что проходящие в Берне переговоры на грани провала, так как о них, по словам Штирлица, известно Мюллеру. Он получает санкцию срочно выехать в Швейцарию и неограниченный доступ к базе фальшивых документов, которые использует, чтобы вывезти с собой Кэт и детей.
В Берне Штирлиц осуществляет отправку Кэт в уже освобождённый союзниками Париж и узнаёт о гибели и невиновности профессора Плейшнера. От пастора Шлага он получает более детальные сведения о сепаратных переговорах Вольфа с американцами, передаёт Шлагу письмо от сестры и племянников, которых Штирлиц укрыл от гестапо.
Получив от Штирлица, документальные доказательства, Борман даёт указание Кальтенбруннеру отозвать обергруппенфюрера Вольфа, представителя Гиммлера на переговорах с делегацией спецслужб США, в Берлин, и арестовать за измену Третьему Рейху. Таким образом, Штирлиц выполнил задание Центра — тайные переговоры сорваны. От ареста людьми Мюллера и обвинений в измене Вольфа спасает Шелленберг (узнавший об этом по своим каналам): он заранее заготовил версию, что переговоры были затеяны СД, чтобы внести раздор между Сталиным и союзниками, а также лично прибывает на аэродром при полном параде. Агенты гестапо не рискуют арестовать Вольфа.
Гиммлер, Вольф и Шелленберг идут на приём к Гитлеру, на несколько минут опережая Бормана, и убеждают фюрера в своей версии событий. Борман вынужден смириться. Но теперь у него налажена связь с Мюллером через Штирлица, таким образом две серьёзнейшие фигуры в ведомстве Гиммлера работают в его интересах, а кроме того Гиммлеру не удалось добиться ничего в игре с ведущим переговоры со стороны США американским разведчиком в Берне Алленом Даллесом.
В Москве на основе сведений, полученных Штирлицом, нарком иностранных дел Вячеслав Молотов вручает британскому дипломату ноту с протестом против проведения сепаратных переговоров. В личной переписке с президентом США Рузвельтом Иосиф Сталин также отмечает недопустимость подобных действий.
Штирлиц встречается со связным и восстанавливает связь с Центром, узнаёт о том, что удостоен звания Героя Советского Союза и получил право завершить свою миссию и не возвращаться в Берлин. Однако 24 марта 1945 года Максим Исаев решает вернуться в Берлин, чтобы продолжить работу.

## Историческая основа
Тайные контакты политических, военных и деловых кругов нацистской Германии с англичанами и американцами, имевшие целью заключить сепаратное перемирие со странами Запада, действительно имели место, по крайней мере, с 1942 года. С 1943 года, когда Аллен Даллес возглавил европейский центр Управления стратегических служб США в Швейцарии, такие контакты значительно активизировались. С американской стороны им придавалось большое значение: от того, каким образом завершится мировая война в Европе на Западном и на Восточном фронте, во многом зависело послевоенное соотношение сил между СССР и его западными союзниками. Даллес последовательно придерживался той точки зрения, что ради ослабления позиций СССР, как будущего противника США, допустимо и целесообразно заключить сепаратный мир с Германией, не дожидаясь её полного разгрома. Мира с Западом на разных направлениях активно искали и с германской стороны — и министр иностранных дел Риббентроп, и глава СС Гиммлер, и начальник РСХА Кальтенбруннер.
В марте 1945 года в Швейцарии произошли две встречи Даллеса и генерала Вольфа — главного уполномоченного СС при группе армий «Ц». На них обсуждались вопросы, прежде всего, капитуляции немецкой группировки в Италии, где Вольф по своей должности имел большое влияние. Об этих встречах советскому руководству сообщил британский фельдмаршал Александер. Требование НКИД СССР пригласить на них советских представителей было отвергнуто. Сталин прямо обвинил союзников в тайном сговоре с противником за спиной СССР, который нёс основные тяготы войны. Конфликт удалось потушить в апреле, после обмена резкими письмами между Сталиным и Рузвельтом: Даллесу было приказано прекратить контакты с Вольфом. Переговоры в итоге продолжились и закончились капитуляцией немцев, подписанной 29 апреля в присутствии советского представителя, но формально их уже вели военные с военными, а не разведка с представителем СС.
Основные события швейцарских переговоров Вольфа отражены в романе и фильме довольно близко к исторической реальности, но их подоплёка существенно изменена. По Ю. Семёнову, Вольфа в Швейцарию посылает Гиммлер втайне от Гитлера. В реальности Вольф предпринял контакты с Даллесом без ведома Гиммлера, но заручившись принципиальным согласием Гитлера. Соответственно, не было необходимости в «операции прикрытия», которую в фильме готовит Шелленберг на случай, если о миссии Вольфа узнает фюрер. Вообще, ключевая роль, которую играет Шелленберг в романе и фильме, не подтверждается. В мемуарах Шелленберга, изданных на русском языке под названием «Лабиринт» и «В паутине СД», нет даже упоминания об операции «Санрайз», хотя много говорится о контактах Гиммлера со швейцарским политиком Ж.-М. Мюзи и графом Бернадотом. Главная опасность для Вольфа исходила как раз от Гиммлера и Кальтенбруннера, которые в те же дни сами пытались разыграть свои комбинации с Западом.
Имеются и расхождения в деталях событий. Встречи Даллеса и Вольфа происходили не в Берне, а в Цюрихе и в Асконе, в имении Геверница. Ю. Семёнов назвал переговоры с Вольфом «операцией „Санрайз Кроссворд“», объединив в одно два названия — американское («Санрайз», англ. Sunrise — восход солнца) и английское («Кроссворд», англ. Crossword).

## Персонажи
- Макс Отто фон Штирлиц, он же Максим Максимович Исаев[7] — штандартенфюрер СС, советский разведчик-нелегал. Собирательный образ Штирлица, отмечал Юлиан Семёнов, воплотил в себе лучшие черты известных советских разведчиков, таких как Кузнецов, Зорге, Абель и других[8]. По свидетельству писателя Бориса Эскина, друга и собеседника Юлиана Семёнова, наиболее ценными при создании образа Штирлица стали появившиеся в 1960-х годах сведения о деятельности советского агента в Берлине, офицера гестапо, гауптштурмфюрера СС Вилли Лемана по кодовой кличке «Брайтенбах»[9]. По мнению писателя и историка спецслужб Теодора Гладкова, история Брайтенбаха стала «озаряющей идеей», которая вдохновила Юлиана Семёнова на образ Штирлица[10][11];
- Вальтер Шелленберг — начальник 6-го управления РСХА (внешней разведки службы безопасности, СД-Заграница), бригадефюрер СС;
- Генрих Мюллер — начальник 4-го управления РСХА (тайной государственной полиции, гестапо), группенфюрер СС;
- Мартин Борман — рейхсляйтер, руководитель канцелярии НСДАП, заместитель Гитлера по партии и его личный секретарь;
- Эрнст Кальтенбруннер — начальник Главного управления имперской безопасности (РСХА), обергруппенфюрер СС;
- Адольф Гитлер — рейхсканцлер и фюрер Германии;
- Генрих Гиммлер — рейхсфюрер СС, рейхсминистр внутренних дел Германии;
- Йозеф Геббельс — рейхсминистр народного просвещения и пропаганды Германии;
- Герман Геринг — «наци номер два», вице-канцлер Германии;
- Карл Вольф — начальник штаба войск СС, главнокомандующий силами СС и полиции в Италии, обергруппенфюрер СС и генерал войск СС;
- Аллен Даллес — американский дипломат и разведчик, руководитель резидентуры Управления стратегических служб США в Европе (УСС);
- Геро фон Шульце-Геверниц — ближайший помощник Даллеса в Швейцарии. В фильме — эпизодический персонаж, в реальности играл важную роль в событиях;
- Макс Гюсман (англ. Max Husmann; 1888—1965) — помощник Даллеса, эпизодический персонаж, в реальности швейцарский преподаватель, активный участник событий;
- Ойген Дольман — помощник Вольфа в переговорах с союзниками. В фильме — эпизодический персонаж без характерных черт, в реальности — штандартенфюрер СС, неофициальное доверенное лицо Гиммлера в Италии, активный участник событий, оставил мемуары;
- Кэтрин Кин (Кэт), она же Катя Козлова — радистка Штирлица. Прототипом радистки Кэт стала разведчица Анна Филоненко (в девичестве Камаева)[12][13], с которой Татьяну Лиознову познакомили специально. Вместе с мужем Михаилом Филоненко много лет проработала в качестве разведчицы на нелегальном положении. Трое детей Филоненко, из которых двое родилось во время командировки супругов, лишь по возвращении семьи в Москву узнали, что они советские и русские. Филоненко, когда она рожала в командировке, удалось кричать не по-русски[14]. Филоненко была консультантом картины[15][16];
- Вильгельм Фердинанд Холтофф — сотрудник гестапо;
- Юрген Рольф — сотрудник гестапо;
- Курт Айсман — сотрудник гестапо;
- Пастор Фриц Шлаг — священник, пацифист и противник нацизма;
- Профессор Вернер Плейшнер — старый учёный, брат антифашиста-подпольщика, с которым сотрудничал Штирлиц;
- Клаус — агент-провокатор СД;
- Фрау Заурих — пожилая приятельница Штирлица, одинокая женщина с тяжелой судьбой, сочетающая в себе и комические, и трагические черты (персонаж отсутствует в литературном первоисточнике);
- Габи Набель — молодая журналистка, безнадежно влюблённая в Штирлица[17] (персонаж отсутствует в литературном первоисточнике);
- Гельмут Кальдер — охранник Кэт, солдат-инвалид войск СС, раненный на Восточном фронте, ценой своей жизни спасает Кэт и её сына, его дочь спасает Кэт;
- Барбара Крайн — старшая на радиоквартире Кэт, унтершарфюрер СС (в литературном первоисточнике имеет фамилию Беккер; в реальности существовать не могла, поскольку служба женщин в СС была исключена);
- Генералы Лемницер и Эйри — представители соответственно американского и британского командования на переговорах с Вольфом (инкогнито).

## Выбор актёров
«Мне, человеку, у которого отец воевал от звонка до звонка, многое было известно о Второй мировой войне. Но я хорошо знаю, как к этой картине отнеслись в Германии. Из немецких уст было высказано уважение к маленькой черноглазой женщине, которая сумела рассказать честную, суровую правду о войне, выставив врагов не в привычном, водевильном духе, а показав их достойными противниками. Она увидела и отразила на экране сильных, умных завоевателей, замахнувшихся покорить весь мир. И в этом объективном взгляде неоспоримая заслуга Татьяны Лиозновой — выдающегося мастера российского экрана».
Режиссёру Татьяне Лиозновой удалось привлечь к съёмкам целый ряд ведущих советских актёров. По числу актёров, удостоенных звания народного артиста СССР (до или после выхода картины), этот фильм является одним из лидеров. Из тех, кто снимался в фильме, этого звания были удостоены: Леонид Броневой (1987), Николай Гриценко (1964), Лев Дуров (1990), Евгений Евстигнеев (1983), Владимир Кенигсон (1982), Василий Лановой (1985), Ростислав Плятт (1961), Вячеслав Тихонов (1974), Олег Табаков (1988), Ефим Копелян (1973, голос за кадром), Иосиф Кобзон (1987, исполнение песен).
На роль Гитлера первоначально пробовались Леонид Куравлёв и Леонид Броневой, но в итоге её сыграл актёр из ГДР Фриц Диц.
Айсман стал одноглазым по воле Татьяны Лиозновой. Леониду Куравлёву не давался характер персонажа. Чтобы помочь ему, Лиознова придумала эту яркую деталь: «сразу появилась биография».
Мюллер — роль Леонида Броневого, которая принесла ему всесоюзную известность. У режиссёрской группы не было фотографий реального Генриха Мюллера. В результате образ шефа гестапо, созданный в фильме Леонидом Броневым, весьма далёк от оригинала. У Юлиана Семёнова Мюллер лет на десять старше Штирлица, это ясно из его реплик. На самом деле Мюллер родился в 1900 году, и в 1945 году ему было 45 лет, как и вымышленному Штирлицу. Вячеслав Тихонов и Леонид Броневой — ровесники (оба 1928 года рождения), и на момент выхода фильма на экраны в 1973 году им тоже было по 45 лет. Реальный Мюллер был худощавым горбоносым брюнетом среднего роста, а не низеньким пухлым человеком с лысиной и добродушным лицом, как в фильме. Сам Броневой утверждал, что если бы тогда знал внешность исторического Мюллера, то, скорее всего, отказался бы от роли. Характерное движение головой, которое появляется у Мюллера в минуты раздражения, придумали прямо на съёмочной площадке: у рубашки Броневого оказался слишком тесный воротник.
Олег Табаков, напротив, оказался так похож на реального Вальтера Шелленберга, что, по воспоминаниям Юрия Визбора, после показа фильма Табакову пришло письмо из Германии от племянницы Шелленберга, в котором актёра благодарили и говорили, что неоднократно пересматривали фильм, чтобы ещё раз взглянуть на «дядю Вальтера».
В романе нет фрау Заурих. Её придумала Татьяна Лиознова, чтобы «очеловечить» образ Штирлица. Лиознова сначала приглашала на эту роль Фаину Раневскую, но та, просмотрев наброски сочинённых для неё Ю. Семёновым сцен, наотрез отказалась. В итоге фрау Заурих сыграла Эмилия Мильтон, порой импровизируя перед камерой, так как эпизоды с ней пришлось сочинять режиссёру. Лиознова вспоминала об этой работе с Эмилией Мильтон: «…мне так жалко было её отпускать, что я тут же садилась за сценарий и писала продолжение их встреч».
В дублированном на немецкий язык варианте фильма Штирлица озвучивал актёр из ГДР Отто Меллис, исполнитель роли Гельмута. Самого Гельмута дублировал другой немецкий актёр.
В качестве главного консультанта фильма в титрах оригинальной чёрно-белой версии указан генерал-полковник С. К. Мишин. На самом деле под этим псевдонимом скрывался первый заместитель председателя КГБ СССР, генерал-полковник Семён Кузьмич Цвигун (в цветной версии уже указан именно он). Упомянутая в титрах фамилия другого консультанта — Колх — псевдоним Георгия Пипии.

## Работа над картиной

### Съёмки
Сценарий фильма был написан в 1968 году, когда ещё не вышла в свет книга-первооснова Юлиана Семёнова. Съёмки фильма начались 1970 году, в 1971 году съёмочная группа выехала в ГДР, где работала в Берлине и Майсене, а всего съёмки продолжались более трёх лет. Автор подробного анализа фильма, киновед Стивен Ловелл указывает время съёмок с марта 1971 по конец 1972 года.
Распространённая легенда о конфликте между Лиозновой и директором картины, который якобы пригласил на роли часовых в здании РСХА статистов с ярко выраженной «неарийской» внешностью, неверна. Исполнители этих эпизодических ролей были изначально отобраны консультантом Г. В. Пипия в одном из училищ пограничных войск.
Так как маленькие дети быстро растут, в качестве младенцев Кэтрин Кин и Хельмута Кальдера в съёмках принимали участие шестеро разных детей.
После того как фильм был впервые показан на советском телевидении, режиссёр Татьяна Лиознова получила от зрителей 12 мешков писем и прочитала все письма.
Фильм был снят на чёрно-белую киноплёнку в обычном формате. Состоит из 12 серий. В фильме использовано большое количество военной документальной хроники.

### Места съёмок

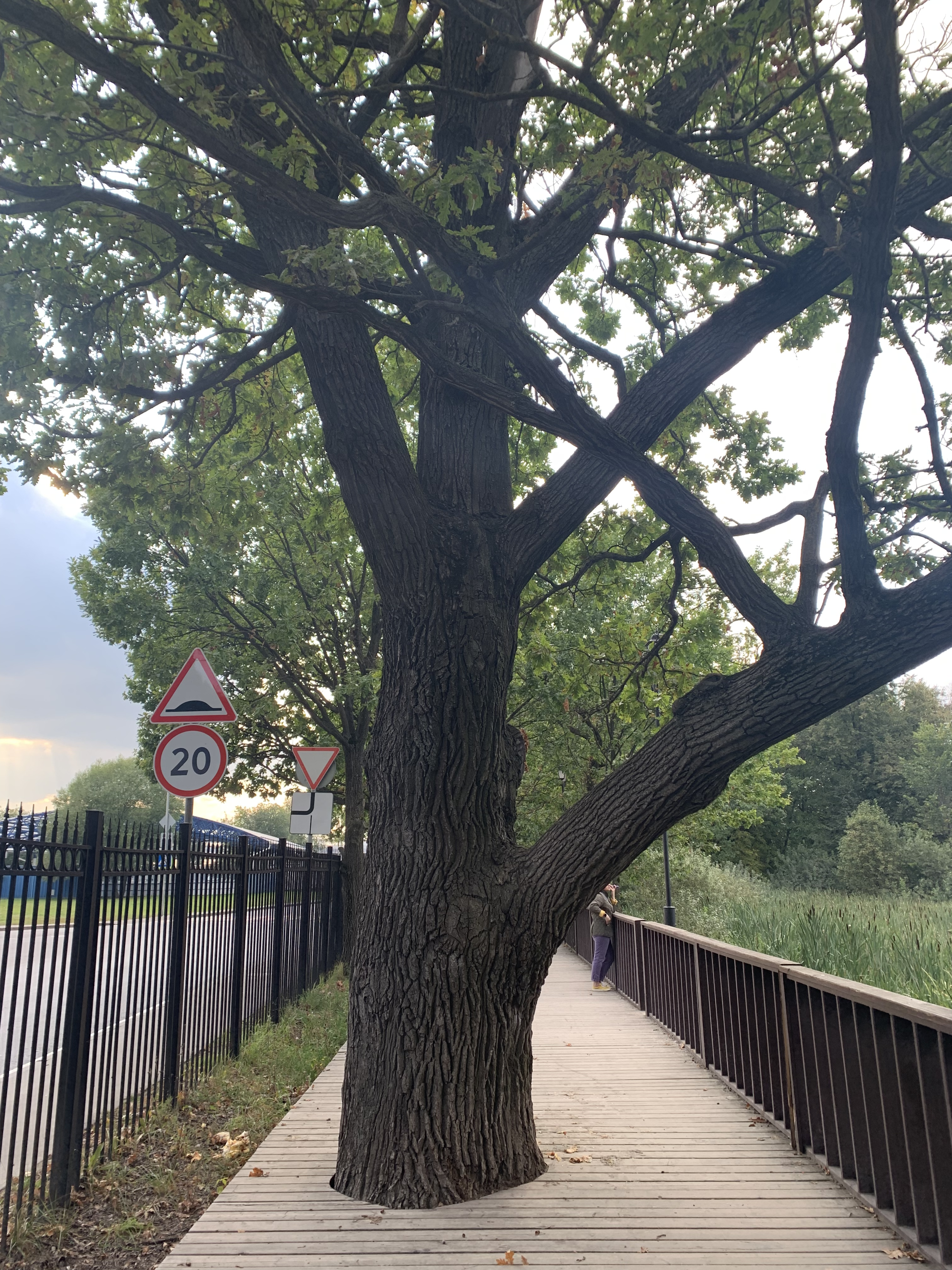
Дуб в парке усадьбы Архангельское-Тюриково, у которого стояла машина Штирлица во время прогулки с фрау Заурих. 2023 год

Съёмки велись в павильонах Киностудии им. М. Горького, а также в Москве, Риге и Грузии, съёмочная группа выезжала в ГДР, где работала в Берлине и Майсене.
Первые кадры фильма, когда Штирлиц, под именем господина Бользена, прогуливается с фрау Заурих в небольшом лесу на берегу красивого пруда, сняты на территории памятника садово-паркового искусства «Архангельское-Тюриково». Кадры Баварского леса и убийство агента Клауса (вторая серия) тоже снимали здесь — у восточного берега пруда, в воду которого Штирлиц бросил пистолет. Роль трассы Берлин — Берн в кино «сыграло» Челобитьевское шоссе, находящееся рядом.
Сцены тюрьмы в помещениях здания РСХА снимались в Бутырской тюрьме.
Виды с улицы на трактир «Грубый Готлиб» снимались у известного берлинского ресторана «У последней инстанции», расположенного недалеко от Александерплац. Это заведение под своим подлинным именем упоминается в «Майоре Вихре».
Сцена, где профессор Плейшнер, приехав в Берн по поручению Штирлица установить связь, идёт на конспиративную квартиру, а затем закуривает сигарету у парапета с видом на черепичные крыши, снимались в саксонском городе Майсене. Съёмки проходили на улице Шлосбрюкке (нем. Schloßbrücke) — 51°09′54″ с. ш. 13°28′10″ в. д.. В начале 11-й серии Берн представлен ратушей (городской совет) Майсена на Торговой площади (Markt). По этим же местам проходит и Штирлиц, когда приезжает в пансионат «Вирджиния» к Плейшнеру, но уже не застаёт его в живых. Съёмки происходили в Старой Риге, на улице Яуниела («Новая улица»), нечётную сторону Татьяна Лиознова выдала за Цветочную улицу города Берна.
В 7-й и 8-й серии, с групповыми сценами немецких солдат и автомобилей, использованы кадры из фильма «Мост».
Здание, в котором находилась конспиративная радиоквартира, где работала Кэт, — известный своей архитектурой в стиле «модерн» дом в Москве, на углу Хлебного и Малого Ржевского переулков (Малый Ржевский пер., 6).

### Колоризация 2009 года
В 2006 году началась колоризация фильма. На сканере DigiSpirit была отсканирована оригинальная чёрно-белая плёнка с разрешением 2048х1556, что составило 40 терабайт дискового пространства, выходное качество Full High Definition — 1920x1080. Художники выбирали ключевые кадры каждой сцены (всего около 1500 штук), колористы разрисовывали их вручную, после чего они служили образцами. В работе принимали участие 600 специалистов из разных стран (Россия, США, Республика Корея, Китай, Индия). Одновременно был переработан звук, добавлены звуковые эффекты (немецкие голоса, звук ветра, шум мотора). Работы по колоризации длились три года и завершились к 2009 году. Всего колоризация обошлась в 3000 долларов за минуту экранного времени.
В процессе колоризации фильм был подвергнут перемонтажу и в итоге был частично урезан за счёт сокращения начальных и финальных титров (которые в этой версии были заменены на новые), а также отдельных сцен, пауз и диалогов (в итоге каждая серия была уменьшена примерно на 25 %). Звуковая дорожка с голосом Ефима Копеляна (текст от автора), в новой версии проигрывалась немного быстрее, во многих репликах были убраны паузы. Все вставки текста из досье сотрудников РСХА, как и титры, были заменены на новые.
В фильме использованы фрагменты из кинокартины «Девушка моей мечты», который на самом деле был снят в цвете. В колоризированной версии эти фрагменты остались чёрно-белыми.
Премьера колоризированной версии состоялась 4 мая 2009 года на телеканале «Россия» под названием «„Семнадцать мгновений весны“. Возвращение легенды!».

## В ролях
| Актёр                                  | Персонаж                                                                                               | Озвучивание       |
| -------------------------------------- | --- | ----------------- |
| Вячеслав Тихонов                       | штандартенфюрер СС Макс Отто фон Штирлиц, сотрудник Шелленберга, советский разведчик под прикрытием    |                   |
| Екатерина Градова                      | Кэтрин Кин, она же Катя Козлова, радистка Штирлица, жена Эрвина                                        |                   |
| Николай Волков-младший                 | Эрвин Кин, радист Штирлица                                                                             |                   |
| Андро Кобаладзе                        | Иосиф Сталин                                                                                           |                   |
| Пётр Чернов                            | Громов Владимир Николаевич, начальник советской разведки под псевдонимом «Алекс», генерал-лейтенант    |                   |
| Владимир Рудый                         | Коваленко                                                                                              |                   |
| Элеонора Шашкова                       | жена полковника Исаева                                                                                 |                   |
| Евгений Лазарев                        | сотрудник советской разведки Емельянов                                                                 |                   |
| Геннадий Петров                        | Васильев                                                                                               |                   |
| Евгений Евстигнеев                     | профессор Вернер Плейшнер                                                                              |                   |
| Ростислав Плятт                        | пастор Фриц Шлаг                                                                                       |                   |
| Фриц Диц                               | Адольф Гитлер                                                                                          | Евгений Весник    |
| Вильгельм Бурмайер                     | рейхсмаршал Герман Геринг (серии 1, 3), лейтенант, начальник КПП на швейцарской границе (серии 11, 12) | Николай Граббе    |
| Юрий Визбор                            | рейхсляйтер Мартин Борман                                                                              | Анатолий Соловьёв |
| Николай Прокопович                     | рейхсфюрер СС Генрих Гиммлер                                                                           |                   |
| Михаил Жарковский                      | обергруппенфюрер СС Эрнст Кальтенбруннер, начальник РСХА                                               |                   |
| Василий Лановой                        | обергруппенфюрер СС Карл Вольф                                                                         |                   |
| Леонид Броневой                        | группенфюрер СС Генрих Мюллер, шеф гестапо                                                             |                   |
| Олег Табаков                           | бригадефюрер СС Вальтер Шелленберг, начальник политической разведки                                    |                   |
| Леонид Куравлёв                        | оберштурмбаннфюрер СС Курт Айсман, оперативник гестапо                                                 |                   |
| Константин Желдин                      | оберштурмбаннфюрер СС Вильгельм Холтофф, сотрудник гестапо                                             |                   |
| Лаврентий Масоха                       | штандартенфюрер СС Шольц, секретарь Мюллера                                                            |                   |
| Юрий Заев                              | Биттнер, офицер гестапо                                                                                |                   |
| Сергей Юдин                            | Гюнтер Рафке, сыщик крипо, старый друг и коллега Мюллера                                               |                   |
| Александр Крюков                       | Петер Хилле, сыщик крипо                                                                               |                   |
| Ян Янакиев                             | Ойген Дольман, помощник Вольфа                                                                         |                   |
| Алексей Сафонов                        | штурмбаннфюрер СС Юрген Рольф, оперативник гестапо                                                     |                   |
| Ольга Сошникова                        | унтершарфюрер СС Барбара Крайн, смотритель и радист конспиративной квартиры гестапо                    |                   |
| Отто Меллис (в титрах — «Отто Мелиес») | Гельмут Кальдер, охранник конспиративной квартиры гестапо                                              | Евгений Жариков   |
| Лев Дуров                              | агент Клаус                                                                                            |                   |
| Эмилия Мильтон                         | фрау Заурих                                                                                            |                   |
| Светлана Светличная                    | Габи Набель, журналистка, квартиранка в доме фрау Заурих                                               |                   |
| Григорий Лямпе                         | физик Рунге                                                                                            |                   |
| Вячеслав Шалевич                       | руководитель разведцентра Управления стратегических служб США Аллен Даллес                             |                   |
| Валентин Гафт                          | Геверниц, сотрудник Даллеса (прототип — Геро фон Шульце-Геверниц)                                      |                   |
| Алексей Эйбоженко                      | Гюсман (прототип — Макс Гусман (англ. Max Husmann; 1888—1965))                                         |                   |
| Владимир Кенигсон                      | германский экс-министр в изгнании Краузе                                                               |                   |
| Виктор Щеглов                          | штурмбаннфюрер СС, следователь районного отделения гестапо, работавший по делу Кэт («страховой агент») |                   |
| Николай Гриценко                       | генерал в вагоне поезда                                                                                |                   |
| Владимир Смирнов                       | сотрудник гестапо, «хозяин» явочной квартиры в Берне                                                   |                   |
| Евгений Гуров                          | хозяин птичьего магазина на Блюменштрассе в Берне                                                      |                   |
| Алексей Добронравов                    | сторож коттеджа Штирлица                                                                               |                   |
| Манефа Соболевская                     | сестра в детском приюте в Панкове                                                                      |                   |
| Зинаида Воркуль                        | медсестра в приюте (серия 10)                                                                          |                   |
| Владлен Паулус                         | советник по НСДАП в немецком посольстве в Берне                                                        |                   |
| Паул Буткевич                          | советский связной в отеле «Горные лыжники»                                                             | Олег Мокшанцев    |
| Станислав Коренев                      | адъютант Кальтенбруннера                                                                               |                   |
| Инна Ульянова                          | подвыпившая дама с лисой в отеле «Горные лыжники»                                                      |                   |
| Владлен Давыдов                        | сотрудник Даллеса                                                                                      | Артём Карапетян   |
| Владимир Козел                         | кюре, представитель Ватикана в Швейцарии                                                               |                   |
| Ефим Копелян                           | текст за кадром                                                                                        |                   |
| Ирина Ананьева                         | горничная Штирлица                                                                                     |                   |
| Борис Андреев                          | Альфред Йодль, начальник штаба вермахта                                                                |                   |
| Юрий Багинян                           | адъютант Геринга                                                                                       |                   |
| Алексей Бояршинов                      | Альберт Шпеер, рейхсминистр вооружений и боеприпасов                                                   |                   |
| Семён Бардин                           | посетитель ресторана (нет в титрах)                                                                    |                   |
| Валентин Белоногов                     | немецкий солдат                                                                                        |                   |
| Михаил Бочаров                         | шуцман                                                                                                 |                   |
| Владимир Возженников                   | начальник тюрьмы (в титрах не указан)                                                                  |                   |
| Сергей Голованов                       | посол Великобритании в СССР Арчибальд Кларк Керр (12 серия)                                            |                   |
| Николай Горлов                         | портье в пансионе «Вирджиния»                                                                          |                   |
| Владимир Глухов                        | агент гестапо (серия 9)                                                                                |                   |
| Тигран Давыдов                         | заключённый-уголовник                                                                                  |                   |
| Валерий Даньшин                        | Нарком иностранных дел СССР Вячеслав Молотов (12 серия)                                                |                   |
| Нина Делекторская                      | библиотекарь                                                                                           |                   |
| Владимир Емельянов                     | генерал-фельдмаршал Вильгельм Кейтель                                                                  |                   |
| Наталья Зорина                         | горничная в особняке Управления стратегических служб США                                               |                   |
| Павел Иванов                           | Владимир Николаевич Павлов, сотрудник Наркомата иностранных дел (зачитывает ноту британскому послу)    |                   |
| Эдуард Изотов                          | адъютант Гитлера                                                                                       |                   |
| Юрий Катин-Ярцев                       | астроном, допрашиваемый Холтоффом в застенках гестапо                                                  |                   |
| Людмила Крашенинникова                 | акушерка                                                                                               |                   |
| Евгений Кузнецов                       | группенфюрер СС Фридрих Крюгер                                                                         |                   |
| Антонина Маркова                       | акушерка в клинике «Шарите»                                                                            |                   |
| Рудольф Панков                         | «Одноглазый», сотрудник СД                                                                             |                   |
| Евгений Перов                          | хозяин кабачка «У грубого Готтлиба»                                                                    |                   |
| Андрей Порошин                         | сотрудник архива (4 серия), сотрудник в приёмной Гиммлера (5 серия)                                    |                   |
| Клеон Протасов                         | стенографист Сталина                                                                                   |                   |
| Виктор Рождественский                  | адъютант Гиммлера                                                                                      |                   |
| Е. Рыжов                               | наблюдающий за парадом (нет в титрах)                                                                  |                   |
| Владимир Сез                           | солдат с чемоданом                                                                                     |                   |
| Юрий Соковнин                          | водитель Бормана                                                                                       |                   |
| Валентин Тюрин                         | офицер (в титрах не указан)                                                                            |                   |
| Владимир Удалов                        | адъютант Гитлера                                                                                       |                   |
| Георгий Шевцов                         | гестаповец, избивающий Рунге                                                                           |                   |
| Александр Яковлев                      | охранник посольства (нет в титрах)                                                                     |                   |

## Съёмочная группа
- Автор сценария: Юлиан Семёнов
- Режиссёр: Татьяна Лиознова
- Операторы: Пётр Катаев; Анатолий Буравчиков
- Художник по костюмам: Мариам Быховская
- Художник-постановщик: Борис Дуленков
- Звукорежиссёр: Леонард Бухов
- Текст за кадром: Ефим Копелян

## Музыка

### Музыка Микаэла Таривердиева
Музыка к фильму написана композитором Микаэлом Таривердиевым, слова песен — поэтом Робертом Рождественским.
По словам Таривердиева, он и Рождественский написали для фильма цикл из 12 песен — по одной на каждую серию (публично известны и доступны на YouTube только три законченные песни, не вошедшие в фильм). Но такое обилие песен показалось режиссёру излишним, и в фильм в итоге вошли только две из них — героическая «Мгновения» и лирическая «Песня о далёкой Родине». Подобрать подходящего исполнителя для них оказалось сложно. Были сделаны пробные записи Ю. Cлободкиным, Ободзинским, Мулерманом (боясь того, что из-за находившегося тогда в опале Мулермана фильм «положат на полку», Лиознова его не приняла), Никитским, Барашковым, Толкуновой; Муслиму Магомаеву перед пятым дублем пришла телеграмма с приглашением в Италию. Лиознова пообещала, что вставит песни с его исполнением в кадр, но забраковала. Иосифа Кобзона режиссёр попросила спеть так, чтобы его не узнали. Кобзон сначала обиделся на Лиознову, но потом спел. В первоначальных титрах исполнитель песен указан не был, так как титры изготавливались заранее, ещё до того, как Кобзона утвердили.
Музыкальные темы фильма:
1. На Цветочной улице
2. Где-то далеко
3. Эхо войны
4. В чёрно-белом ритме
5. Мгновения
6. Прелюдия для Кэт (3 серия)
7. Вокзал прощания
8. Дороги
9. Ночной патруль
10. Весеннее утро
11. Двое в кафе
12. Сумерки в Берлине
13. Встреча с женой

В этот список не вошёл вальс, под который танцуют Габи и Штирлиц 8 марта.

### Музыкальные произведения других авторов
1-я серия
1. Американский марш «National Emblem[англ.]» — в американской кинохронике, которую смотрят Гиммлер и Шелленберг.
2. Марш ВМФ США «Anchors Aweigh[англ.]» («Поднять якоря»)[40] — там же.
3. Марш «O Deutschland, hoch in Ehren» Г. Х. Пирсона — выпуск немецкой кинохроники «Die Deutsche Wochenschau» (фольксштурм марширует перед Геббельсом)
4. Песня «Heimat, deine Sterne» («Родина, твои звёзды»), шлягер 1942 года в исполнении тенора Руди Шурике[41][42], звучит по радио в доме Штирлица, когда он просматривает почту.
5. Марш «Erika»[43] звучит по радио в доме Штирлица перед тем, как Штирлиц настраивается на Москву.
6. Ноктюрн Глинки «Разлука»[44] передают по радио перед шифровкой для Штирлица.

2-я серия
1. Песню Дино Оливьери «J'attendrai» (с фр. — «Я буду ждать»)[45] играет пианист-инвалид (а в довоенной сцене — маленький оркестр) в кафе «Элефант».
2. Композиции «In The Mood» (с англ. — «В настроении»)[46] и «Moonlight Serenade» (с англ. — «Серенада лунного света»)[47] из фильма «Серенада Солнечной долины» в исполнении оркестра Гленна Миллера Штирлиц слушает по радио, ожидая Клауса.
3. Марш «Schlesierlied» (с нем. — «Песнь силезца») без аккомпанемента слышит Клаус, включив приёмник в доме Бользена[48].

3-я серия
4-я серия
1. Немецкая народная песня «Es wollt’ ein Mädel früh aufsteh’n» (с нем. — «Захотелось девушке встать рано поутру»)[49][50] звучит по радио в кабинете Гиммлера.
2. Русскую народную песню «Ой ты, степь широкая»[51] Штирлиц мысленно поёт, когда в одиночестве отмечает день Красной Армии 23 февраля, затем вступает хор.
3. В том же эпизоде на кадрах советской кинохроники звучит оркестровая вариация на тему песни «Священная война».

5-я серия
1. Арию Керубино «Non so più cosa son, cosa faccio» (с итал. — «Рассказать, объяснить не могу я») из оперы Моцарта «Свадьба Фигаро»[52] слушают Вольф и Дольман в особняке УСС США в Берне.

6-я серия
1. «Я не сержусь» и «Посвящение» Р. Шумана[53] пытается играть на рояле фрау Заурих в гостях у Штирлица 8 марта.
2. «In der Nacht ist der Mensch nicht gern alleine» (с нем. — «По ночам одиноких не бывает») — песня из фильма «Девушка моей мечты», исполняют Марика Рёкк и хор. Штирлиц смотрит этот фильм в кинотеатре.[54]
3. «Ich warte auf Dich» (с нем. — «Я жду тебя») — песня из фильма «Девушка моей мечты», исполняют Марика Рёкк и Вольфганг Люкши (в том же эпизоде).[55]

7-я серия
1. «Landserlied» (с нем. — «Песня солдата») или «Wovon kann der Landser denn schon träumen» (с нем. — «Что солдату снится на привале») — исполняет Хельга Вилле[56]. Песня Вилли Рихартца на слова Вернера Плюкера 1942 года звучит с пластинки в эпизоде дня рождения Барбары[57].

8-я серия
1. «Milord» (с фр. — «Милорд») — исполняет Эдит Пиаф, Штирлиц и Шлаг слушают её по радио в машине по пути к границе[58]. Песня написана в 1959 году.
2. «Non, je ne regrette rien» («Я ни о чём не жалею») — исполняет Эдит Пиаф, звучит на кадрах воспоминаний Штирлица о Франции[59]. Песня написана в 1956 году, первая запись в исполнении Пиаф появилась в 1960 году.

9-я серия
1. «All of Me[англ.]» (с англ. — «Весь я») Джеральда Маркса и Сеймура Симонса (1931) в исполнении Луи Армстронга[60] — в эпизоде разговора Шлага c «итальянцем».
2. Инструментальная пьеса «Tierpark-Bummel» (с нем. — «Забавы в зоопарке») сопровождает прогулку Плейшнера по бернскому зоопарку. Исполняет оркестр Юргена Германа (ГДР).[61]
3. Симфония № 9 Ре минор, Op. 125, часть 4 Людвига Ван Бетховена — выступление оркестра на мероприятии в честь дня рождения Гитлера. Играет в кадрах немецкой кинохроники
4. Вальс «Morgenblätter[англ.]» (с нем. — «Утренние газеты») op. 279 Иоганна Штрауса-сына — в эпизоде, когда Штирлиц и Шелленберг беседуют во время приёма в ведомстве Гиммлера.

10-я серия
11-я серия
12-я серия
1. «Tea for Two» (с англ. — «Чай вдвоём») — исполняет оркестр в бернском ресторане.

## Критика и награды

### Критика оригинальной версии 1973 года
Фильм впервые демонстрировался с 11 по 24 августа 1973 года по Первой программе Центрального телевидения. Аудитория первого показа оценивается в 50—80 млн зрителей.
После выхода фильма появилось множество анекдотов с участием героев фильма «Семнадцать мгновений весны», наряду с Чапаевым, популярность которого в народе сформировалась схожим образом, Штирлиц стал фольклорным героем многих анекдотов и историй. На фильм неоднократно снимались пародии в юмористических телепередачах «Городок», «Большая разница», «Осторожно, модерн!». Практически в каждом выпуске программы «Джентльмен-шоу» в рубрике «Лучшая десятка анекдотов» звучали анекдоты про Штирлица. В киножурнале «Ералаш» был снят сюжет «Семнадцать мгновений Кипяткова», в котором были использованы кадры и музыка из фильма. Полностью посвящён фильму 45-й выпуск программы «Кривое зеркало» с подзаголовком «18-е мгновение весны».
В начале 1980-х годов картину посмотрел генеральный секретарь ЦК КПСС Л. И. Брежнев, которому картина очень понравилась, после чего он распорядился наградить участников съёмочной группы, а также писателя Юлиана Семёнова правительственными наградами и званиями: так, Тихонов получил звание Героя Социалистического Труда, а Лиознова — Орден Октябрьской Революции.
Фильм получил следующие награды:
- 1976 — Государственная премия РСФСР имени братьев Васильевых
- 1978 — Премия КГБ СССР

### Критика колоризованной версии

Сравнение формата кадра отреставрированного чёрно-белого и колоризированного фильма. Видны зоны обрезки кадра оригинала фильма сверху и снизу с целью получения широкоформатного соотношения сторон 16:9.

Наиболее серьёзным недостатком колоризованного сериала, не считая купюр фрагментов текста из ключевых диалогов, является примерно 18—20-процентная обрезка исходной полезной площади кадра по высоте для получения современного формата 16:9. При этом заявленное создателями колоризованной версии одновременное 20-процентное увеличение ширины кадра в действительности не превышает 0—2 % в сравнении с эталонным изданием реставрированной чёрно-белой версии на шести дисках формата DVD-9, подготовленным киновидеообъединением «Крупный план». Таким образом, сериал сокращён примерно на 25 % (некоторые серии — на 30—33 %) по длительности (причём подвергнут купюрам текст оригинала) и одновременно урезан на 18—20 % по размеру оригинального кадра.
Мнения участников оригинального сериала разделились до диаметрально противоположных. Актёр Вячеслав Тихонов, исполнивший роль Штирлица, высказался резко отрицательно о колоризованной версии, назвав итог работы «преступлением». Вместе с тем, режиссёр Татьяна Лиознова заявила, что была поражена достоверностью цветов.
Отвечая на критику, создатели колоризованной версии ответили, что оригинал не подвергался никаким купюрам и сокращениям хронометража, списав всё на восприятие зрителей. Данное мнение, высказанное несколькими участниками создания колоризованной версии фильма, указывает на факт незнания директорами проекта существования двух независимых реставраций фильма до его начала, произведённых компаниями RUSCICO и «Крупный план».
| Серия | Длительность в исходном фильме 1973 года | Длительность в колоризированной версии 2009 года (примерно) | Сокращение по времени, % |
| ----- | ---------------------------------------- | ----------------------------------------------------------- | ------------------------ |
| 01    | 68:42                                    | 51:21                                                       | ~25 %                    |
| 02    | 69:01                                    | 51:37                                                       | ~26 %                    |
| 03    | 66:10                                    | 51:20                                                       | ~22 %                    |
| 04    | 75:20                                    | 51:50                                                       | ~32 %                    |
| 05    | 65:32                                    | 51:58                                                       | ~21 %                    |
| 06    | 72:15                                    | 52:22                                                       | ~27 %                    |
| 07    | 70:29                                    | 51:13                                                       | ~27 %                    |
| 08    | 65:13                                    | 51:24                                                       | ~21 %                    |
| 09    | 78:49                                    | 52:32                                                       | ~33 %                    |
| 10    | 67:38                                    | 51:39                                                       | ~24 %                    |
| 11    | 64:50                                    | 51:12                                                       | ~21 %                    |
| 12    | 66:11                                    | 51:56                                                       | ~22 %                    |

## Авторские права
Исключительные авторские права на фильм «17 мгновений весны», как и на другие произведения, созданные по заказу Гостелерадио СССР, принадлежат Российской Федерации в лице Федерального государственного бюджетного учреждения «Государственный фонд телевизионных и радиопрограмм» (Гостелерадиофонд).

## Документалистика
- Телепрограмма из авторского цикла «Кинограф». Автор и режиссёр: Виталий Максимов. Студия «К-2». РТР. 1993 г. Штирлиц и другие.  51 мин. РТР. {{cite episode}}: |series= пропущен или пуст (справка)[75]

## Радиоспектакль-продолжение
В 1982 году был опубликован роман Юлиана Семёнова «Приказано выжить». Книга является непосредственным продолжением книги «Семнадцать мгновений весны»; в ней рассказывается о возвращении Штирлица в Берлин, где шеф гестапо Мюллер всё-таки разоблачает его, и только взятие Берлина мешает ему погубить разведчика. В 1984 году по этому роману была создана многосерийная радиопостановка. Режиссёр — Эмиль Верник; автор инсценировки — Сергей Карлов. Постановка была задумана как радиопродолжение телефильма «Семнадцать мгновений весны»: в ней звучала та же, что и в фильме, музыка Микаэла Таривердиева, а главные роли исполняли те же самые актёры: Вячеслав Тихонов (Штирлиц), Леонид Броневой (Мюллер), Олег Табаков (Шелленберг). Роль Бормана досталась Анатолию Соловьёву (именно им была озвучена аналогичная роль в телефильме, исполненная Юрием Визбором). Текст от автора читал Михаил Глузский.